# Kolonia Polska
Kolonia Polska est une localité polonaise de la gmina de Kuryłówka, située dans le powiat de Leżajsk en voïvodie des Basses-Carpates.